# Klingenberg (Saksen)
Klingenberg is een Duitse gemeente in de Landkreis Sächsische Schweiz-Osterzgebirge in Saksen. Ze ontstond op 31 december 2012 uit een fusie van de tot dan toe zelfstandige gemeenten Höckendorf en Pretzschendorf.

## Geografie
De gemeente bevindt zich circa 20 kilometer zuidwestelijk van Dresden en 10 kilometer westelijk van de Große Kreisstadt Dippoldiswalde tussen het Tharandter Woud en het Oostertsgebergte. De gemeente Klingenberg bestaat uit de elf ortsteilen Beerwalde, Borlas, Colmnitz (met Folge), Friedersdorf, Höckendorf (met Edle Krone), Klingenberg, Obercunnersdorf, Paulshain, Pretzschendorf, Röthenbach en Ruppendorf. Bestuurszetel van de gemeente is Höckendorf.